# Kleine Oktobristen
Kleine Oktobristen bzw. Oktoberkinder (russisch Октябрята / Oktjabrjata, wiss. Transliteration Oktjabrjata) war eine sowjetische politische Organisation für die jüngsten Grundschüler in der UdSSR.

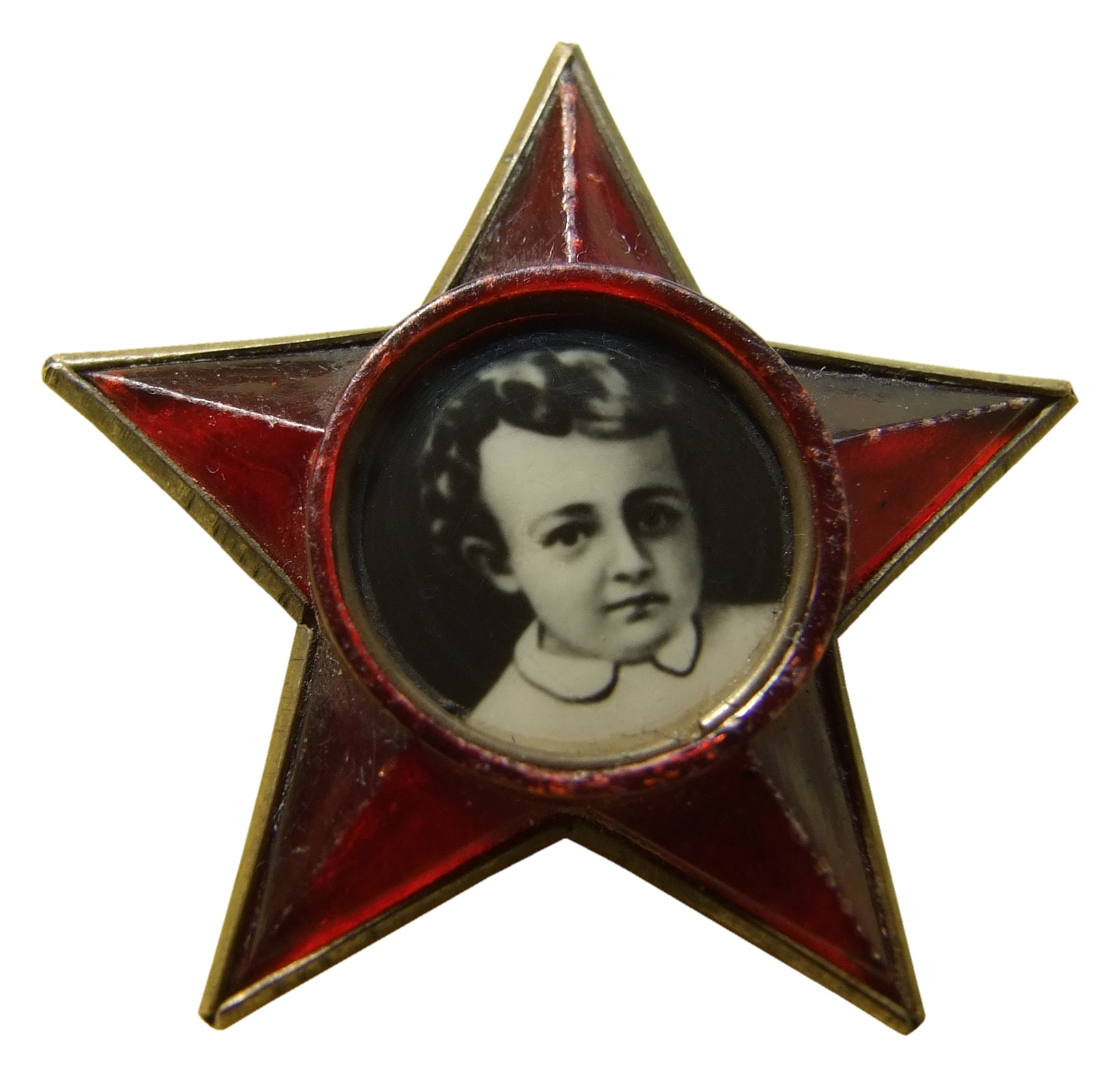
Älteres Abzeichen der Oktoberkinder der UdSSR, für Kinder von 7 bis 9 Jahren (Foto des jungen Lenin)

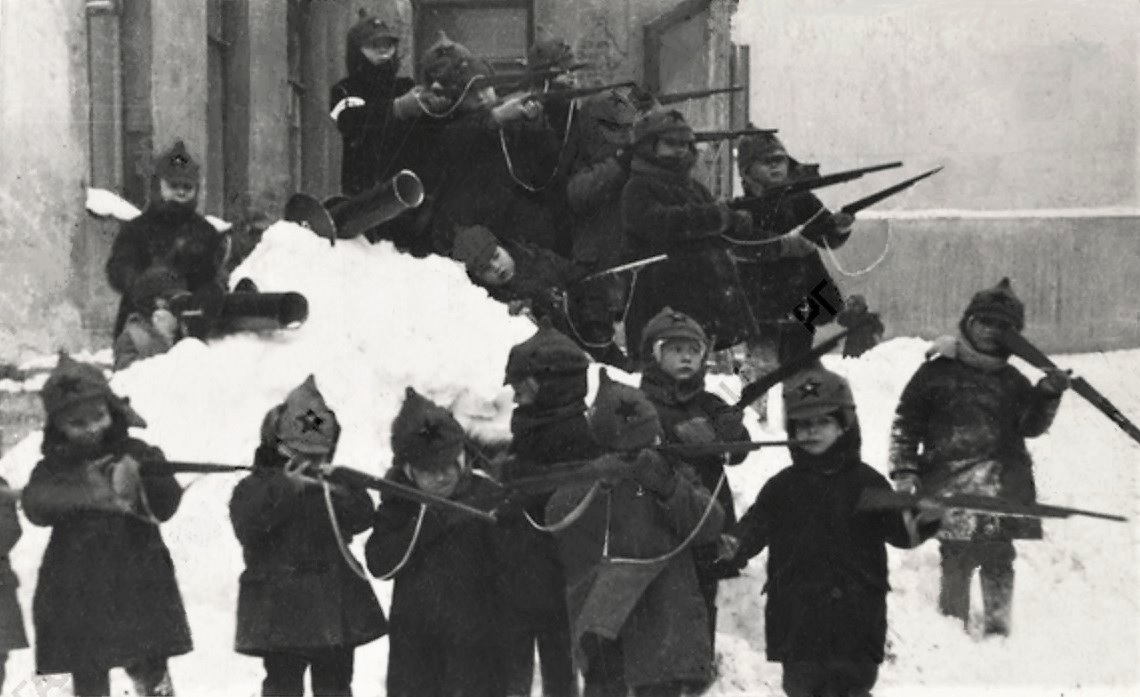
Verteidiger des Oktobers – Kleine Oktobristen, 1930er Jahre (fotografiert von Sergey Strunnikov (1907–1944))

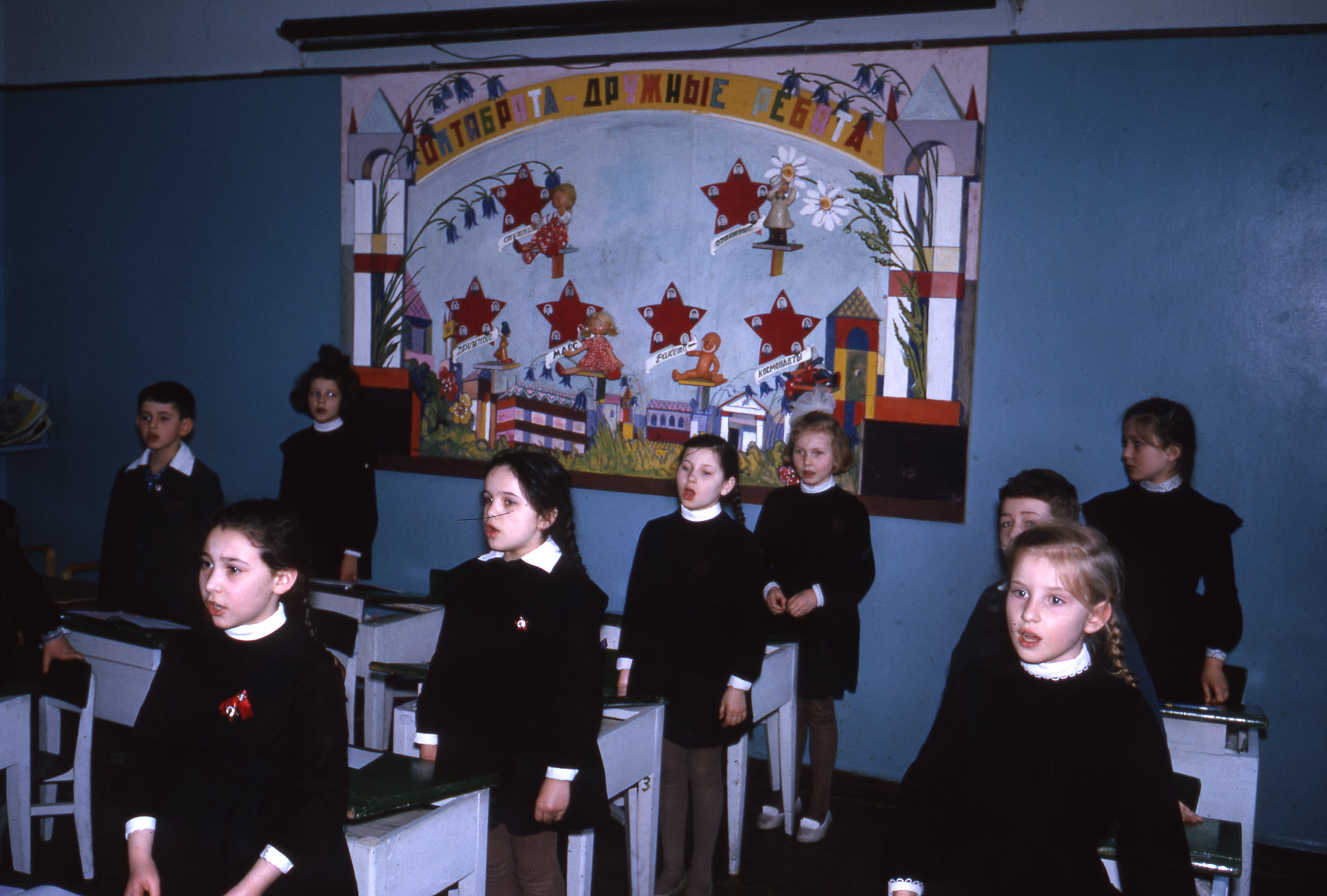
Schulkinder in der Klasse mit dem Plakat dahinter, auf dem steht: „Kleine Oktobristen sind freundliche Kinder“ (1964)

## Geschichte
Die Organisation wurde 1923 von den sowjetischen Behörden als Ableger des Komsomol mit dem Ziel gegründet, die jüngsten Kinder in den Ideen des Kommunismus zu erziehen und künftige Kader für die Pioniere und langfristig für den Komsomol und die KPdSU vorzubereiten. Der Name der Organisation (Oktober) bezieht sich auf die Oktoberrevolution 1917 und das Wort ребята / rebjata (russisch: „Kinder“). Ursprünglich war die Mitgliedschaft darin freiwillig, doch ab den 1940er Jahren wurde sie für alle Kinder im Alter von 7 bis 9 Jahren praktisch zur Pflicht. Mit Vollendung des 9. Lebensjahres wechselten die Kinder praktisch automatisch in die Pionierorganisation.
Die Organisationstracht war der der Pioniere sehr ähnlich, mit der Ausnahme, dass sie kein rotes Halstuch trugen, und sie hatten auch ein etwas anderes Organisationsabzeichen (einen roten fünfzackigen Rubinstern mit Lenins Kindheitsphoto). Neben den politischen Gesprächen bestand ein Großteil der Arbeit mit den Kleinen Oktobristen in zahlreichen Spielen und Aktivitäten, die von den Pionieren oder – seltener – von Komsomolniks, die die Oktoberkinder-Gruppen betreuten, geleitet wurden.
Die verschiedenen Kinder- und Jugendorganisation marschierten oft gemeinsam auf.
Philip Short zufolge war die Bewegung von Lenins Frau Krupskaja ins Leben gerufen worden und wurde nach dem Vorbild von Baden-Powells Boy Scouts (Pfadfindern) gegründet, die es ablösen sollte. Diese hatte während des Ersten Weltkriegs in Russland viele Anhänger gefunden. Die Oktyabryata waren das Äquivalent zu den Wolf Cubs (Wölflinge) und den Brownies und sie verbrachten einen Großteil ihrer Zeit mit Spielen. Aber es gab auch eine formellere Seite.

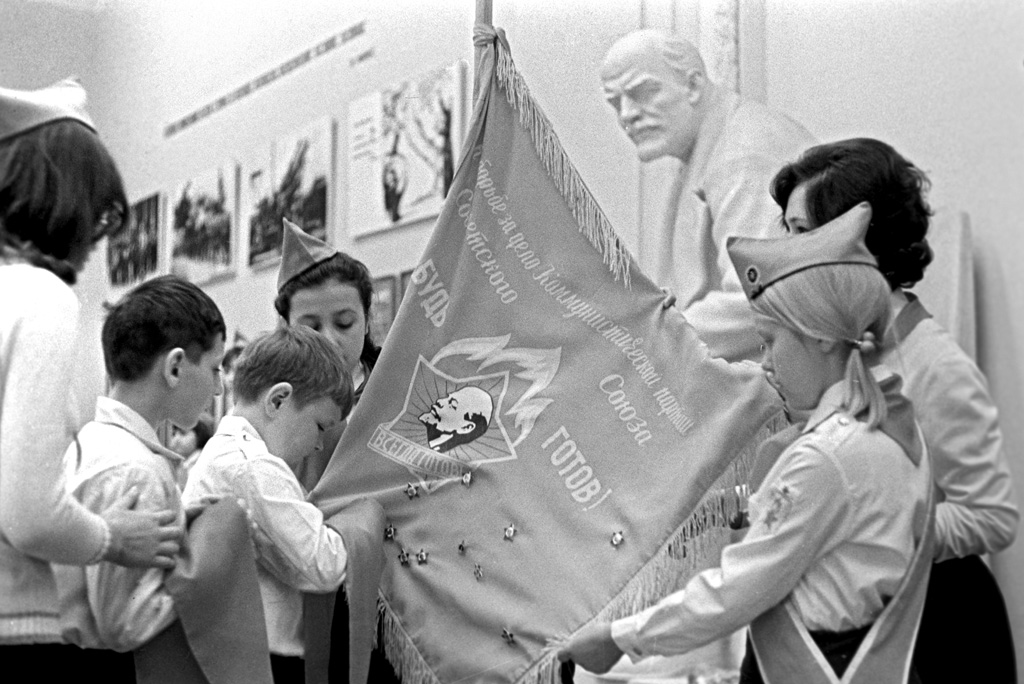
Kleine Oktobristen werden zu Pionieren. Zentrales Lenin-Museum (heute das Lenin-Museum in Moskau)

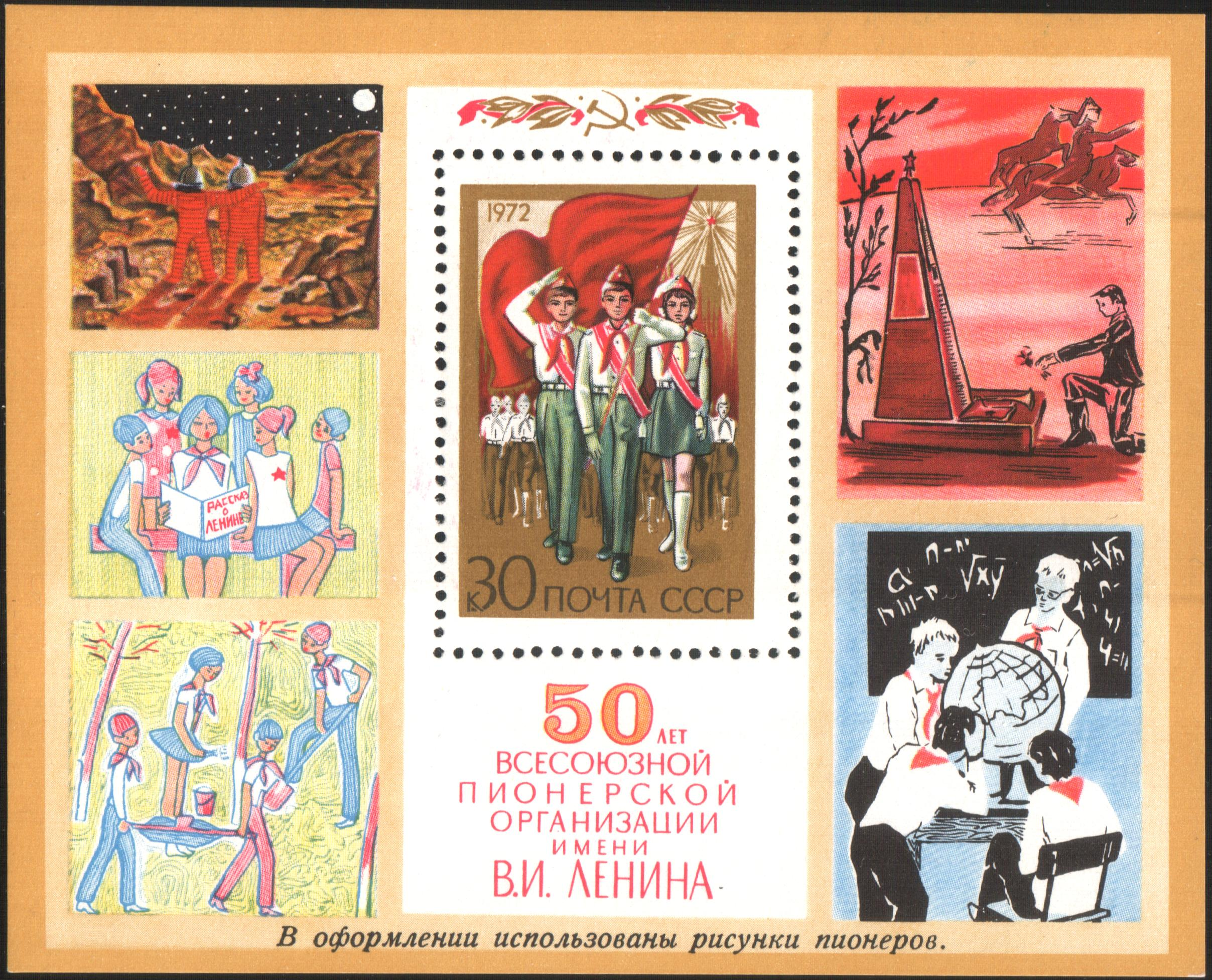
Sowjetische Erziehungsideale versinnbildlichende UdSSR-Briefmarke (1972, anlässlich des 50. Jahrestages der nach W. I. Lenin benannten Allunions-Pionierorganisation)

## Regeln
Folgende Regeln wurden vom Zentralkomitee des Komsomol (russisch Центральный комитет ВЛКСМ) genehmigt (mit einer freien Übersetzung):

„Октябрята — будущие пионеры.

Октябрята — прилежные ребята, любят школу, уважают старших.

Только тех, кто любит труд, октябрятами зовут.

Октябрята — правдивые и смелые, ловкие и умелые.

Октябрята — дружные ребята, читают и рисуют, играют и поют, весело живут.“

Oktoberkinder sind die Pioniere der Zukunft.

Oktoberkinder sind fleißig, sie lieben die Schule und respektieren die Älteren.

Nur diejenigen, die die Arbeit lieben, werden als Oktoberkinder bezeichnet.

Oktoberkinder sind ehrlich und mutig, flink und geschickt.

Oktoberkinder sind freundliche Kinder, sie lesen und zeichnen, spielen und singen, leben fröhlich.

## Witze
Auch der (politische) Witz machte vor den Kleinen Oktobristen keinen Halt:
- внимание, говорит рязанское радио. Начинаем передачу для октябрят. Рязанское время 15 часов 16 минут... Тьфу, ... твою мать, 16 часов 15 минут.
- Achtung, hier spricht Radio Rjasan. Wir beginnen das Programm für die Oktoberkinder. Nach Rjasan-Zeit ist es 15 Uhr und 16 Minuten ... Mist, ... verdammte Scheiße, es ist 16:15 Uhr.

- дядя Во, - сказали вьетнамские октябрята своему гостю Ворошилову, - передайте привет тете Фу и дяде Хрю!
- Onkel Wo, - sagten die vietnamesischen Oktoberkinder zu ihrem Gast Woroschilow, - grüßt Tante Fu und Onkel Chrju!

## Auflösung
Nach dem Zerfall der Sowjetunion wurde die Organisation nach 1990 aufgelöst.